# Араужу Порту-Алегри, Мануэл де
Мануэл Жозе́ де Арау́жу Порту-Алегри (порт. Manuel José de Araújo Porto-Alegre; 1806—1879) — бразильский поэт, живописец и архитектор, барон.

## Биография
Мануэл Жозе де Араужу Порту-Алегри, барон Санту-Анжелу, родился в дворянской семье 29 ноября 1806 года на юге Бразилии в провинции Сан-Педру (ныне штат Риу-Гранди-ду-Сул) в небольшом городке Риу-Парду.
Сначала он воспитывался в городе Порту-Алегри, затем, в 1829 году поступил в академию художеств в Рио-де-Жанейро, где его врождённый талант развился под руководством профессора Жан-Батиста Дебре, ученика Жака-Луи Давида.
Несколько удачных портретов императора Педру I и его венценосной семьи дали ему возможность продолжить своё обучение в Париже и провести один год в Италии (1834—1835) со своим другом и соотечественником, поэтом Магальгаесом.
В 1837 году Мануэл Жозе де Араужу Порту-Алегри возвратился на родину, где получил кафедру в академии художеств, которую потом переменил на кафедру в военной академии. Он обнаружил тогда необыкновенную деятельность на поприще искусства, являясь организатором во всех учреждениях, которые были основаны для целей науки и искусства. Его архитекторский талант высказался рельефно в планах церкви Святой Анны и банка в Рио-де-Жанейро, по мнению авторов Энциклопедического словаря Брокгауза и Ефрона — «самого красивого здания в городе».
Перестройка театра так же немало заботила мастера, как и великолепие сцены, которую старался поднять в духе более национальном. Он сам написал несколько комедий, как «О Espiao de Bonaparte» и «О Sapateiro Politicao», которые пользовались большим успехом, но, при жизни автора, так и не появились в печати. Только две из них, «Angelica e Firmino» и «А. Estatua amazonica», появились в бразильской газете «Minerva Brasiliense» (1843—1844).
Влияние друга Магальгаеса, в особенности его сочинения «Suspiros», ряду театральных критиков кажется очевидным. Особенною оригинальностью проникнут его большой, но неоконченный эпос «Colombo». В одном из лучших своих произведений «Brasilianas», он изображает в ярких красках грандиозную природу своей страны. «Brasilianas» — это общее название для целого ряда песен, из которых «А destruiçao das florestas» (Рио-де-Жанейро, 1845) и «О corcovado» (Рио-де-Жанейро, 1847) появились отдельно. Араужу был в период с 1859 по 1865 год бразильским генеральным консулом в Германии в городе Штеттине (ныне Щецин, Польша) и затем вновь вернулся в Бразилию.
Его биография и отрывки «Colombo» и «Brasilianas» помещены у Ф. Вольфа, «Le Brésil littéraire» (Берлин, 1863).
Мануэл Жозе де Араужу Порту-Алегри скончался 30 декабря 1879 года в Лиссабоне. Останки Порту-Алегри были привезены в Бразилию в 1922 году.